# 7.ª etapa do Tour de France de 2020
A 7.ª etapa do Tour de France de 2020 decorreu a 4 de setembro de 2020 entre Millau e Lavaur sobre um percurso de 168 km e foi vencida pelo belga Wout van Aert da equipa Jumbo-Visma, quem consegue com esta vitória seu segundo triunfo de etapa na presente edição do Tour. O britânico Adam Yates conseguiu manter a liderança uma jornada mais.

## Classificação da etapa
| \| Classificação por etapas \| Classificação por etapas \| Classificação por etapas \| Classificação por etapas \| Classificação por etapas \| \| Ciclista \| Ciclista \| Equipe \| Tempo \| \| \| ------------------------ \| ------------------------ \| -------------------------------- \| ------------------------ \| ------------------------ \| \| 1. \| Wout van Aert \| Jumbo-Visma \| 3h32m03s \| \| \| 2. \| Edvald Boasson Hagen \| NTT Pro Cycling \| + 0s \| \| \| 3. \| Bryan Coquard \| B&B Hotels-Vital Concept p/b KTM \| + 0s \| \| \| 4. \| Christophe Laporte \| Cofidis \| + 0s \| \| \| 5. \| Jasper Stuyven \| Trek-Segafredo \| + 0s \| \| \| 6. \| Clément Venturini \| AG2R La Mondiale \| + 0s \| \| \| 7. \| Hugo Hofstetter \| Israel Start-Up Nation \| + 0s \| \| \| 8. \| Egan Bernal \| Ineos Grenadiers \| + 0s \| \| \| 9. \| Adam Yates \| Mitchelton-Scott \| + 0s \| \| \| 10. \| Alejandro Valverde \| Movistar Team \| + 0s \| \| |                      |                                  |          |
| |                      |                                  |          |
| Fonte: ProCyclingStats |                      |                                  |          |
| Classificação por etapas |                      |                                  |          |
| Ciclista | Ciclista             | Equipe                           | Tempo    |
| 1. | Wout van Aert        | Jumbo-Visma                      | 3h32m03s |
| 2. | Edvald Boasson Hagen | NTT Pro Cycling                  | + 0s     |
| 3. | Bryan Coquard        | B&B Hotels-Vital Concept p/b KTM | + 0s     |
| 4. | Christophe Laporte   | Cofidis                          | + 0s     |
| 5. | Jasper Stuyven       | Trek-Segafredo                   | + 0s     |
| 6. | Clément Venturini    | AG2R La Mondiale                 | + 0s     |
| 7. | Hugo Hofstetter      | Israel Start-Up Nation           | + 0s     |
| 8. | Egan Bernal          | Ineos Grenadiers                 | + 0s     |
| 9. | Adam Yates           | Mitchelton-Scott                 | + 0s     |
| 10. | Alejandro Valverde   | Movistar Team                    | + 0s     |

## Classificações ao final da etapa

### Classificação geral(Maillot Jaune)
| \| Classificação geral \| Classificação geral \| Classificação geral \| Classificação geral \| Classificação geral \| \| Ciclista \| Ciclista \| Equipe \| Tempo \| \| \| ------------------- \| ------------------- \| ------------------- \| ------------------- \| ------------------- \| \| 1. \| Adam Yates \| Mitchelton-Scott \| 30h36m00s \| \| \| 2. \| Primož Roglič \| Jumbo-Visma \| + 3s \| \| \| 3. \| Guillaume Martin \| Cofidis \| + 9s \| \| \| 4. \| Egan Bernal \| Ineos Grenadiers \| + 13s \| \| \| 5. \| Tom Dumoulin \| Jumbo-Visma \| + 13s \| \| \| 6. \| Nairo Quintana \| Arkéa-Samsic \| + 13s \| \| \| 7. \| Romain Bardet \| AG2R La Mondiale \| + 13s \| \| \| 8. \| Miguel Ángel López \| Astana \| + 13s \| \| \| 9. \| Thibaut Pinot \| Groupama-FDJ \| + 13s \| \| \| 10. \| Rigoberto Urán \| EF Pro Cycling \| + 13s \| \| |                    |                  |           |
| |                    |                  |           |
| Fonte: ProCyclingStats |                    |                  |           |
| Classificação geral |                    |                  |           |
| Ciclista | Ciclista           | Equipe           | Tempo     |
| 1. | Adam Yates         | Mitchelton-Scott | 30h36m00s |
| 2. | Primož Roglič      | Jumbo-Visma      | + 3s      |
| 3. | Guillaume Martin   | Cofidis          | + 9s      |
| 4. | Egan Bernal        | Ineos Grenadiers | + 13s     |
| 5. | Tom Dumoulin       | Jumbo-Visma      | + 13s     |
| 6. | Nairo Quintana     | Arkéa-Samsic     | + 13s     |
| 7. | Romain Bardet      | AG2R La Mondiale | + 13s     |
| 8. | Miguel Ángel López | Astana           | + 13s     |
| 9. | Thibaut Pinot      | Groupama-FDJ     | + 13s     |
| 10. | Rigoberto Urán     | EF Pro Cycling   | + 13s     |

### Classificação por pontos(Maillot Vert)
| Classificação por pontos | Classificação por pontos | Classificação por pontos         | Classificação por pontos | Classificação por pontos |
| Ciclista                 | Ciclista                 | Equipe                           | Pontos                   |                          |
| ------------------------ | ------------------------ | -------------------------------- | ------------------------ | ------------------------ |
| 1.                       | Peter Sagan              | Bora-Hansgrohe                   | 138 pts                  |                          |
| 2.                       | Sam Bennett              | Deceuninck-Quick Step            | 129 pts                  |                          |
| 3.                       | Wout van Aert            | Jumbo-Visma                      | 106 pts                  |                          |
| 4.                       | Bryan Coquard            | B&B Hotels-Vital Concept p/b KTM | 105 pts                  |                          |
| 5.                       | Alexander Kristoff       | UAE Team Emirates                | 93 pts                   |                          |
| 6.                       | Matteo Trentin           | CCC Team                         | 91 pts                   |                          |
| 7.                       | Julian Alaphilippe       | Deceuninck-Quick Step            | 82 pts                   |                          |
| 8.                       | Caleb Ewan               | Lotto-Soudal                     | 75 pts                   |                          |
| 9.                       | Greg Van Avermaet        | CCC Team                         | 64 pts                   |                          |
| 10.                      | Cees Bol                 | Team Sunweb                      | 62 pts                   |                          |

### Classificação da montanha(Maillot à Pois Rouges)
| Classificação da montanha | Classificação da montanha | Classificação da montanha        | Classificação da montanha | Classificação da montanha |
| Ciclista                  | Ciclista                  | Equipe                           | Pontos                    |                           |
| ------------------------- | ------------------------- | -------------------------------- | ------------------------- | ------------------------- |
| 1.                        | Benoît Cosnefroy          | AG2R La Mondiale                 | 25 pts                    |                           |
| 2.                        | Michael Gogl              | NTT Pro Cycling                  | 12 pts                    |                           |
| 3.                        | Nicolas Roche             | Team Sunweb                      | 11 pts                    |                           |
| 4.                        | Primož Roglič             | Jumbo-Visma                      | 10 pts                    |                           |
| 5.                        | Alexey Lutsenko           | Astana                           | 10 pts                    |                           |
| 6.                        | Jesús Herrada             | Cofidis                          | 9 pts                     |                           |
| 7.                        | Tadej Pogačar             | UAE Team Emirates                | 8 pts                     |                           |
| 8.                        | Quentin Pacher            | B&B Hotels-Vital Concept p/b KTM | 7 pts                     |                           |
| 9.                        | Greg Van Avermaet         | CCC Team                         | 7 pts                     |                           |
| 10.                       | Guillaume Martin          | Cofidis                          | 6 pts                     |                           |

### Classificação do melhor jovem(Maillot Blanc)
| Classificação dos jovens | Classificação dos jovens | Classificação dos jovens | Classificação dos jovens | Classificação dos jovens |
| Ciclista                 | Ciclista                 | Equipe                   | Tempo                    |                          |
| ------------------------ | ------------------------ | ------------------------ | ------------------------ | ------------------------ |
| 1.                       | Egan Bernal              | Ineos Grenadiers         | 30h36m13s                |                          |
| 2.                       | Enric Mas                | Movistar Team            | + 9s                     |                          |
| 3.                       | Sergio Higuita           | EF Pro Cycling           | + 28s                    |                          |
| 4.                       | Tadej Pogačar            | UAE Team Emirates        | + 1m15s                  |                          |
| 5.                       | Daniel Felipe Martínez   | EF Pro Cycling           | + 18m44s                 |                          |
| 6.                       | Valentin Madouas         | Groupama-FDJ             | + 27m18s                 |                          |
| 7.                       | Harold Tejada            | Astana                   | + 30m14s                 |                          |
| 8.                       | David Gaudu              | Groupama-FDJ             | + 34m39s                 |                          |
| 9.                       | Lennard Kämna            | Bora-Hansgrohe           | + 36m19s                 |                          |
| 10.                      | Neilson Powless          | EF Pro Cycling           | + 36m35s                 |                          |

### Classificação por equipas(Classement par Équipe)
| Classificação por equipes | Classificação por equipes | Classificação por equipes | Classificação por equipes |
| Equipe                    | Equipe                    | Tempo                     |                           |
| ------------------------- | ------------------------- | ------------------------- | ------------------------- |
| 1.                        | EF Pro Cycling            | 91h48m46s                 |                           |
| 2.                        | Jumbo-Visma               | + 1m29s                   |                           |
| 3.                        | Astana                    | + 2m16s                   |                           |
| 4.                        | Movistar Team             | + 2m50s                   |                           |
| 5.                        | Trek-Segafredo            | + 3m58s                   |                           |
| 6.                        | Groupama-FDJ              | + 5m36s                   |                           |
| 7.                        | Bahrain McLaren           | + 6m43s                   |                           |
| 8.                        | AG2R La Mondiale          | + 7m14s                   |                           |
| 9.                        | Ineos Grenadiers          | + 7m59s                   |                           |
| 10.                       | UAE Team Emirates         | + 8m44s                   |                           |

## Abandonos
Nenhum.